# Kat Dennings
Kat Dennings   (Bryn Mawr, 13 de juny de 1986) nom artistic de Katherine Victoria Litwack és una actriu estatunidenca.
És coneguda pels seus papers protagonistes com a Max Black a la comèdia de CBS 2 Broke Girls (2011-2017) i com Darcy Lewis a les pel·lícules de superherois del Marvel, Thor (2011) i Thor: The Dark World (2013), i a les minisèries de Disney+, WandaVision (2021) i What If...? (2021).
Des que va fer el seu debut com a actriu l'any 2000, Dennings ha aparegut en pel·lícules com Verge als 40 (2005), Big Momma's House 2 (2006), Charlie Bartlett (2007), The House Bunny (2008), Nick and Norah's Infinite Playlist (2008), Defendor (2009) i Suburban Gothic (2014).

## Biografia
De família jueva, Kat va néixer el 13 de juny de 1986 a l'àrea censal de Bryn Mawr, prop de Filadèlfia, Pennsilvània. La seva mare, Ellie Judith Litwack, és poeta i logopeda, i el seu pare, Gerald J. Litwack, és un farmacòleg molecular i catedràtic del Departament de Ciències Bàsiques de The Commonwealth Medical College a Scranton, Pennsilvània. Kat és la menor de cinc germans. Va créixer a Penn Cottage, una casa històrica construïda el 1694 a Wynnewood, Pennsilvània, que segons ella estava encantada.
Va començar la seva carrera als 9 anys actuant a anuncis comercials, Kat va dir que la seva família mai va tenir molts diners per a un entrenament formal d'actuació. El seu primer treball com a actriu va ser un anunci de patates fregides que incloïa un ingredient verinós i mai va arribar al mercat. En els seus primers anys, va treballar com a extra per guanyar la targeta SAG.
Va ser educada a casa seva; i només es va matricular en una escola tradicional durant mig dia, a la Friends' Central School. Es va graduar de l'escola de forma primerenca, a l'edat de 14 anys. Es va mudar amb la seva família a Los Angeles, Califòrnia, el 2002, perquè ella pogués actuar a temps complet. Va adoptar el cognom Dennings com el seu nom artístic durant aquesta època. Kat va indicar a la revista Interview el 2007 que els seus pares inicialment van considerar la seva idea d'iniciar una carrera com a actriu com "la pitjor idea possible".

## Carrera

### 2000–2003: inicis
Dennings va fer el seu debut professional amb una aparició a Sexe a Nova York d'HBO l'any 2000, en l'episodi "Hot Child in the City", interpretant una desagradable nena de tretze anys que contracta Samantha perquè s'encarregui de la publicitat del seu bat mitzvah. Després va protagonitzar la breu comèdia de situació de Warner Bros, Raising Dad del 2001 al 2002 com Sarah, una jove de 15 anys criada pel seu pare vidu (Bob Saget), amb una germana preadolescent (Brie Larson). L'any 2002, Dennings va aparèixer a la pel·lícula de Disney Channel, The Scream Team interpretant a una adolescent que es topa amb un grup de fantasmes. Va ser escollida per a aparèixer en cinc episodis a Everwood de The WB, però el paper finalment va quedar en mans de Nora Zehetner.

### 2004–2011: Debut en un llargmetratge i altres papers

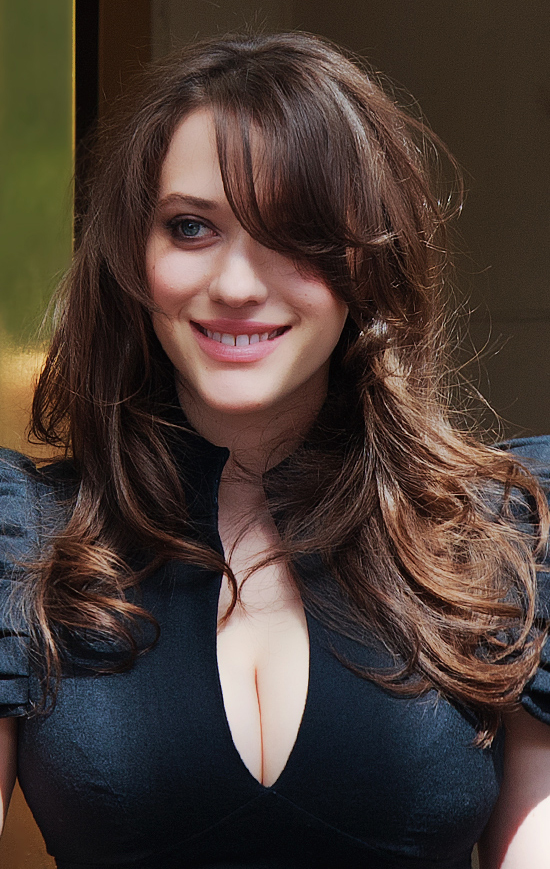
Dennings al Festival Internacional de Cinema de Toronto 2010

Dennings va continuar treballant a televisió, com a estrella convidada a Without a Trace com una adolescent a qui li desapareix el novio, i a Less than Perfect de 2003. El febrer de 2004, va ser triada per a un pilot de CBS titulat Sudbury, sobre una família de bruixes modernes, basada en la pel·lícula Practical Magic de 1998, però la sèrie no va ser finalment realitzada. Dennings va tenir un paper recurrent a ER de 2005 a 2006 com Zoe Butler, i va protagonitzar la franquícia CSI dues vegades: primer a CSI, com Missy Wilson, en l'episodi de 2004 "Early Rollout"; i després, a CSI: NY com Sarah Endecott, a l'episodi de 2005 "Manhattan Manhunt". Dennings va fer el seu debut cinematogràfic a Raise Your Voice de Hilary Duff el 2004 com Sloane, una ombrívola estudiant de piano. El 2005, va aconseguir papers secundaris com la filla del personatge de Catherine Keener a Verge als 40 i com April a Down in the Valley. El 2006, Dennings va interpretar una adolescent rebel a la pel·lícula de comèdia policial Big Momma 's House 2, protagonitzada per Martin Lawrence.
Dennings va protagonitzar Charlie Bartlett el 2008, la història d'un adolescent adinerat (Anton Yelchin) que actua com a psiquiatre a la seva nova escola secundària pública. Va interpretar Susan Gardner, l'interès amorós de Bartlett i la filla del director de l'escola (Robert Downey, Jr.). Dennings va aparèixer a The House Bunny aquell any, com Mona, una noia de germanor feminista amb pírcings. També va protagonitzar el romanç adolescent Nick and Norah's Infinite Playlist, amb Michael Cera. Dennings va interpretar Norah Silverberg, la filla d'un famós productor de discos, i va ser nominada per al Premi Satellite de la International Press Academy a la Millor Actriu per la seva interpretació.
El setembre de 2008, Dennings esperava convertir la novel·la End Zone, de Don De Lillo, en una pel·lícula. Els actors Sam Rockwell i Josh Hartnett van estar involucrats, però el projecte no va rebre llum verda a causa del seu controvertit tema de la guerra nuclear. El 2009, Dennings va aparèixer a The Answer Man, una història sobre un autor famós els manifestos del qual es converteixen en una espècie de nova Bíblia. També va coprotagonitzar la pel·lícula fosca per a nens Shorts, dirigida per Robert Rodríguez, aquest any. Va interpretar la germana gran adolescent del protagonista Toe (Jimmy Bennett), Stacey Thompson. Dennings i altres estrelles en ascens van aparèixer en l'edició d'agost de 2009 de Vanity Fair, recreant escenes de pel·lícules famoses de l'era de la Depressió, sent la seva de Sydney Pollack, They Shoot Horses, Don't They? (1969). Posteriorment, Dennings va participar en la comèdia romàntica Liars (A to E). No obstant això, el projecte dirigit per Richard Linklater va ser cancel·lat a causa de retallades a Miramax Films per part de l'empresa matriu de l'estudi, Disney. Dennings va aparèixer a la pel·lícula de superherois Defendor el 2009, protagonitzada per Woody Harrelson i Sandra Oh, interpretant una prostituta addicta al crac.
L'any següent, va protagonitzar la pel·lícula independent Daydream Nation com una nena que es muda de la ciutat a un estrany poble rural i es veu atrapada en un triangle amorós amb el seu mestre de secundària (Josh Lucas) i un traficant de drogues adolescent (Reece Thompson). La pel·lícula va començar a rodar-se a Vancouver a principis de 2010 i va ser escrita i dirigida per Michael Golbach. Al maig de 2010, Dennings va aparèixer en un vídeo musical de "40 Dogs (Like Romeo and Juliet)", un senzill del músic Bob Schneider, resident a Austin, Texas. Robert Rodríguez va dirigir el vídeo, que va ser filmat a diversos llocs d'aquesta ciutat. Dennings va formar part de l'elenc de la pel·lícula Thor de Marvel Studios, estrenada al maig de 2011 i dirigida per Kenneth Branagh. Va interpretar a Darcy Lewis, una tímida companya i assistent del personatge de Natalie Portman, Jane Foster, coneixedora de la tecnologia. La pel·lícula va entrar en producció el gener de 2010 i es va rodar a Nou Mèxic durant sis setmanes a principis de 2010.

### 2011–present:2 Broke Girlsi projectes futurs

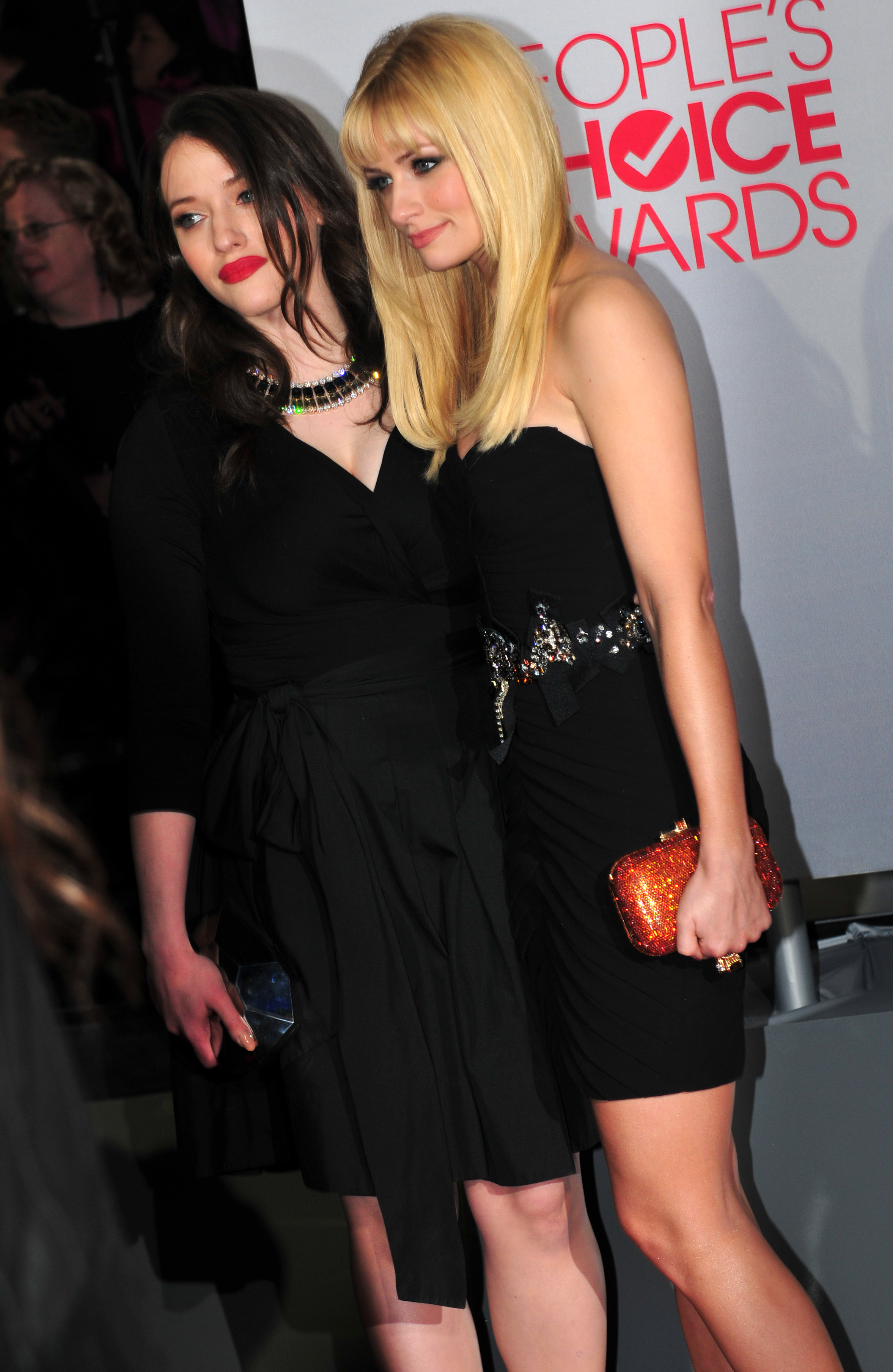
Dennings amb la coprotagonista de 2 Broke Girls, Beth Behrs, als 38th People 's Choice Awards el gener de 2012

Al febrer de 2011, Dennings va participar en 2 Broke Girls, una comèdia de situació de CBS escrita i produïda per Michael Patrick King i la comediant Whitney Cummings. La sèrie va debutar el 19 de setembre del 2011 i segueix la vida de dues nenes subempleades. Beth Behrs coprotagonitza com una hereva de Manhattan que va perdre la seva herència, mentre que Dennings interpreta una noia dura i franca de Brooklyn. A Dennings li va agradar la idea d'arribar a un públic més ampli amb la seva feina, per la qual cosa va acceptar el paper a la comèdia de situació de la cadena televisiva. El 12 de maig de 2017, CBS va cancel·lar la sèrie després de sis temporades.
Dennings va protagonitzar la pel·lícula dramàtica To Write Love on Her Arms (originalment titulada Renee) l'any 2012, amb Chad Michael Murray i Rupert Friend. Va interpretar Renee Yohe, una adolescent de Florida que va lluitar contra l'abús de substàncies i les autolesions, i que va inspirar la fundació de l'organització sense ànim de lucre To Write Love on Her Arms. La pel·lícula va començar a produir-se a Orlando, Florida, al febrer de 2011.
A mitjan 2012, Dennings va filmar el llargmetratge independent Suburban Gothic, interpretant una cantinera d'un poble petit. La pel·lícula es va estrenar el 2014. Dennings va presentar The Black Keys a la 55a entrega dels premis Grammy el 10 de febrer de 2013. Va aparèixer en un vídeo musical per al senzill de Hanson " Get the Girl Back ", al costat de Nikki Reed. Les actrius són amigues properes i ambdues són fanàtiques del grup pop. El vídeo es va estrenar el 4 d'abril de 2013. El 2013, Dennings va repetir el seu paper de Darcy Lewis a la seqüela de superherois, Thor: The Dark World. Va treballar a la pel·lícula i en 2 Broke Girls al mateix temps, i va viatjar a Londres per filmar durant sis mesos entre descansos en la seva comèdia de situació de CBS.
L'any 2018 es va anunciar que Dennings interpretaria Abby a la pel·lícula de comèdia, Friendsgiving. Dennings va protagonitzar la sèrie de comèdia de Hulu, Dollface, a partir del novembre del 2019. El 17 de gener del 2020, es va anunciar que Dollface va ser renovada per a una segona temporada. Va repetir el seu paper de Darcy Lewis a l'Univers Cinematogràfic de Marvel amb un paper secundari a la sèrie de superherois de Disney + WandaVision, que es va estrenar el 15 de gener de 2021.

## Vida personal
Els passatemps de Dennings inclouen teixir, jardineria, pintar i llegir. Un dels seus llibres favorits és The Phantom Tollbooth de Norton Juster. Del 2001 a 2010, Dennings va mantenir un bloc i també va fer incursions en els blocs de vídeo a YouTube. El desembre de 2008, Dennings va dir a la revista BlackBook: "No bec i no fumo i no m'agrada estar a prop de persones que ho fan". L'any 2013, The New York Times va informar que Dennings practicava la Meditació Transcendental.
Dennings tenia la intenció de postular-se per a l'escola d'art, però la carpeta de treballs que feia es va fer malbé a causa d'una inundació, fet que va prendre com un senyal que no estava destinat a ser-ho. Vincent van Gogh i Edgar Degas en són els artistes favorits. El benestar animal és un tema proper al cor de Dennings.
Havent superat ella mateixa uns problemes d'imatge corporal quan era adolescent, Dennings va defensar Billie Eilish dels trolls a Twitter que la van avergonyir el 2020.
Ella viu a Los Angeles amb el seu gat, Millie.

### Relacions
A principis de 2011 va començar una relació amb el també actor Nick Zano, qui va interpretar Johnny, personatge recurrent de la sèrie 2 Broke Girls, de la qual Dennings va ser protagonista. A principis del 2014 van acabar la seva relació. Després, va sortir amb el famós cantant nominat a un Grammy, Josh Groban de 2014 a 2016.
El 6 de maig del 2021, es va confirmar que estava en una relació amb el músic Andrew W.K.; tots dos es van conèixer a Los Angeles a principis d'aquell mateix any. Una setmana després, el 13 de maig de 2021, la parella va anunciar el seu compromís a Instagram. Ella ha estat una gran admiradora de WK des d'almenys 2014.

## Filmografia

### Cinema
| Any  | Títol                              | Paper                      | Notes |
| ---- | ---------------------------------- | -------------------------- | --- |
| 2022 | Thor: Love and Thunder             | Darcy Lewis                | Cameo |
| 2020 | Friendsgiving                      | Abby                       | Protagonista |
| 2015 | Hollywood Adventures               | Ella mateixa               | Cameo |
| 2014 | Suburban Gothic                    | Becca                      | Protagonista |
| 2013 | Thor: The Dark World               | Darcy Lewis                | Personatge secundari                                                                                              |
| 2012 | To Write Love on Her Arms          | Renee Yohe                 | Protagonista |
| 2011 | Thor                               | Darcy Lewis                | Personatge secundari                                                                                              |
| 2010 | Daydream Nation                    | Caroline Wexler            | Protagonista |
| 2009 | The Answer Man                     | Dahlia                     | Co-protagonista                                                                                                   |
| 2009 | Shorts                             | Stacey Thompson            | Protagonista |
| 2009 | Defendor                           | Katrina "Kat" Debrofkowitz | Protagonista |
| 2008 | The House Bunny                    | Mona Tyler                 | Protagonista |
| 2008 | Nick and Norah's Infinite Playlist | Norah Silverberg           | Nominada — Premi Satellite a la millor actriu - Musical o comèdia Nominada — Premi MTV Movie a l'actriu revelació |
| 2007 | Charlie Bartlett                   | Susan Gardner              | Protagonista |
| 2006 | Big Momma's House 2                | Molly Fuller               | Co-protagonista                                                                                                   |
| 2005 | Down in the Valley                 | April                      | Personatge secundari                                                                                              |
| 2005 | Verge als 40                       | Marla Piedmont             | Personatge secundari                                                                                              |
| 2005 | London                             | Lilly                      | Personatge secundari                                                                                              |
| 2004 | Raise Your Voice                   | Sloane                     | Co-protagonista                                                                                                   |

### Televisió
| Any          | Títol                           | Paper                   | Notes                                                 |
| ------------ | ------------------------------- | ----------------------- | ----------------------------------------------------- |
| 2021         | Marvel Studios: Units           | Ella mateixa            | Documental; Episodi: "Creant WandaVision"             |
| 2021         | WandaVision                     | Darcy Lewis             | Principal                                             |
| 2019-2022    | Dollface                        | Jules Wiley             | Protagonista, també productora executiva              |
| 2018         | Dallas & Robatori               | Dallas Moonshiner (veu) | Principal, 8 episodis; també productora               |
| 2017         | Els Simpson                     | Valerie (veu)           | Episodi: " Mr. Lisa's Opus "                          |
| 2017-present | Big Mouth                       | Leah Birch (veu)        | 13 episodis                                           |
| 2015-2018    | Drunk History                   | Diversos                | 3 episodis                                            |
| 2015         | RuPaul's Drag Race              | Ella mateixa / Jurat    | Episodi: "ShakesQueer"                                |
| 2014         | The Newsroom                    | Blair Lansing           | Episodi: "Run"                                        |
| 2014         | People's Choice Awards del 2014 | Ella mateixa            | Presentadora del lliurament de premis                 |
| 2014         | Sesame Street                   | Ella mateixa            | Episodi: "Bert's Training Wheels"                     |
| 2012         | Robot Chicken                   | Diversos                | Episodi: "Executed by the State"                      |
| 2011-2017    | 2 Broke Girls                   | Max                     | Protagonista                                          |
| 2010         | American Dad!                   | Jurat femení (veu)      | Episodi: "The People vs. Martin Sugar"                |
| 2009         | American Dad!                   | Tanqueray (veu)         | Episodi: "G-String Circus"                            |
| 2006         | Wanderlust                      | Lila                    | Telefilm                                              |
| 2005         | CSI: Nova York                  | Sarah Endecott          | Episodi: "Manhattan Manhunt"                          |
| 2005         | Clubhouse                       | Angela                  | Episodi: "Stealing Home"                              |
| 2005-2006    | ER                              | Zoe Butler              | Sèrie de televisió. 5 episodis a la temporada 12.     |
| 2004         | Sudbury                         | Antonia Owens           | Episodi pilot                                         |
| 2004         | CSI: Crime Scene Investigation  | Missy Wilson            | Sèrie de televisió. Episodi: "Early Rollout"          |
| 2003         | The Snobs                       |                         | Telefilm                                              |
| 2003         | Sense rastre                    | Jennifer Norton         | Sèrie de televisió. Episodi: "Our Sons and Daughters" |
| 2003         | Less Than Perfect               | Kaitlin                 | Sèrie de televisió. Episodi: "The Girl Next Door".    |
| 2002         | The Scream Team                 | Claire Carlyle          | Telefilm                                              |
| 2001–2002    | Raising Dad                     | Sarah Stewart           | Sèrie de televisió                                    |
| 2000         | Sex and the City                | Jenny Brier             | Sèrie de televisió. Episodi: "Hot Child in the City"  |

### Vídeos Musicals
| Any  | Cançó               | Artista     | Rol             | Notes |
| ---- | ------------------- | ----------- | --------------- | ----- |
| 2013 | "Get the Girl Back" | Hanson      | Amor interessat |       |
| 2021 | "Everybody Sins"    | Andrew W.K. | Amor            |       |

### Audiollibres
| Any  | Títol       | Rol   | Companyia de producció |
| ---- | ----------- | ----- | ---------------------- |
| 2020 | The Sandman | Death | Audible                |

## Premis i nominacions
| Any  | Premiació                               | Categoria                                     | Projecte                           | Resultat |
| ---- | --------------------------------------- | --------------------------------------------- | ---------------------------------- | -------- |
| 2008 | Satellite Award                         | Millor actriu - Drama cinematogràfic          | Nick and Norah's Infinite Playlist | Nominada |
| 2009 | MTV Movie Award                         | Actor revelació - Femení                      | Nick and Norah's Infinite Playlist | Nominada |
| 2009 | Teen Choice Award                       | Millor Actriu de Pel·lícula: Música / Dansa   | Nick and Norah's Infinite Playlist | Nominada |
| 2014 | People's Choice Award                   | Favorites TV Gal Pals (amb Beth Behrs)        | 2 Broke Girls                      | Nominada |
| 2021 | Hollywood Critics Association TV Awards | Millor actriu de repartiment en una minisèrie | WandaVision                        | Nominada |